# New Brunswick (New Jersey)
New Brunswick (Nederlands: Nieuw-Brunswijk) is een plaats (city) in de Amerikaanse staat New Jersey, en valt bestuurlijk gezien onder Middlesex County. In New Brunswick is een deel van Rutgers University gevestigd.

## Demografie
Bij de volkstelling in 2000 werd het aantal inwoners vastgesteld op 48.573.
In 2006 is het aantal inwoners door het United States Census Bureau geschat op 50.172, een stijging van 1599 (3.3%).
Bij de volkstelling van 2010 woonden er 55.181 mensen in New Brunswick.
Bevolkingssamenstelling van 2010:
| Bevolkingsgroep       | Aantal | Percentage |
| --------------------- | ------ | ---------- |
| Blanke Amerikanen     | 25.071 | 45,43%     |
| Afro-Amerikanen       | 8852   | 16,04%     |
| Inheemse Amerikanen   | 498    | 0,90%      |
| Aziatische Amerikanen | 4195   | 7,60%      |
| Pacifische eilanders  | 19     | 0,03%      |
| Ander ras             | 14.122 | 25,59%     |
| Twee of meer rassen   | 2424   | 4,39%      |
| Latino Amerikanen     | 27.553 | 49,93%     |

## Geografie
Volgens het United States Census Bureau beslaat de plaats een oppervlakte van 14,8 km², waarvan 13,5 km² land en 1,3 km² water. New Brunswick ligt op ongeveer 33 m boven zeeniveau.

## Klimaat
New Brunswick heeft een vochtig subtropisch klimaat (Klimaatclassificatie van Köppen Cfa) wat gebruikelijk is voor New Jersey en wordt gekarakteriseerd door hete, vochtige zomers en koude winters, met matige tot sterke regenval gedurende het hele jaar.
| Maand              | Jan   | Feb  | Maa   | Apr   | Mei   | Jun  | Jul   | Aug   | Sep   | Okt  | Nov   | Dec  | Jaar |
| Gemiddeld max (°C) | 3,3   | 5    | 10    | 16,1  | 22,2  | 26,7 | 29,4  | 28,9  | 25    | 18,3 | 12,2  | 6,1  | 17,2 |
| Gemiddeld min (°C) | -6,1  | -5   | -0,6  | 4,4   | 10    | 15   | 17,8  | 17,2  | 12,8  | 6,1  | 1,7   | -2,8 | 6,1  |
| Neerslag (mm)      | 104,1 | 75,7 | 104,4 | 103,6 | 116,1 | 98   | 126,2 | 113,3 | 111,3 | 86,1 | 100,3 | 99,8 | 1239 |

## Geboren
- Peter Downsbrough (1940-2024), kunstenaar en architect
- Michael Douglas (1944), acteur, filmregisseur en scenarist
- Robert Pastorelli (1954-2004), acteur
- Linda Emond (1959), actrice
- Paul Wesley (1982), acteur
- Hasan Piker (1991), livestreamer

## Plaatsen in de nabije omgeving
De onderstaande figuur toont nabijgelegen plaatsen in een straal van 8 km rond New Brunswick.